# Michael Pittnauer
Michael Pittnauer (* 14. September 1988) ist ein österreichischer Fußballspieler auf der Position eines Mittelstürmers. Zurzeit spielt er beim Floridsdorfer AC in der drittklassigen österreichischen Regionalliga Ost.

## Karriere

### Jugend und Vereinskarriere
Pittnauer begann seine aktive Karriere als Fußballspieler kurz nach seinem achten Geburtstag im Jahre 1996 beim SV Gols in der heutigen 3670-Seelen-Gemeinde  Gols östlich des Neusiedler Sees an der Grenze zu Ungarn. Beim Sportverein aus der Weinbaugemeinde Gols durchlief er beinahe alle Nachwuchsmannschaften, ehe er Anfang November 2002 ins Bundesnachwuchszentrum (BNZ) Burgenland wechselte. Beim Ausbildungszentrum war er bis Ende Juni 2003 gemeldet, bevor er wieder zu seinem Heimatverein zurückkehrte. Danach spielte er bis 2007 weiter in den jeweiligen Jugendligen.
Zur Sommerpause vor der Saison 2007/08 folgte Pittnauers Wechsel zum SC-ESV Parndorf 1919, der seinen Spielbetrieb damals noch in der zweitklassigen Ersten Liga hatte.
Sein Profidebüt gab er erst einige Monate später, am 14. März 2008, beim 0:0-Heimremis gegen den FC Gratkorn. Im Spiel wurde Pittnauer in der 80. Spielminute für Bernd Kaintz, einen Abwehrspieler, eingewechselt. Während der Saison kam der damals 19-jährige Mittelstürmer zu drei weiteren Kurzeinsätzen, wobei er am 11. April 2008 beim 3:0-Heimsieg über die FK Austria Wien Amateure in der 92. Minute sein erstes Profitor erzielte, nachdem er erst in der 75. Spielminute für Richard Stern in Spiel kam.
Am Ende der Saison konnte er mit der Mannschaft, trotz 37 Punkten (der Zehntplatzierte und deshalb Nicht-Absteiger ASK Schwadorf hatte 41 Punkte), den Klassenerhalt knapp nicht sichern und so stieg Pittnauer zusammen mit seinen Mannschaftskameraden in die drittklassige Regionalliga Ost ab.
Die Saison 2008/09 lief für ihn aus spielerischer Sicht recht passabel. Bei 28 absolvierten Ligaspielen, bei denen er nur vier Mal die komplette Spieldauer auf dem Platz stand, kam er auf insgesamt elf Treffer. Zusammen mit vier anderen Spielern belegte er in der Torschützenliste der Regionalliga Ost den 9. Platz; in der mannschaftsinternen Torschützenliste kam er hinter Jailson (14 Tore) auf den 2. Rang. Beim Meisterschaftsendstand stand er mit dem SC-ESV Parndorf, mit nur sieben Punkten auf den Erstplatzierten First Vienna FC 1894 am dritten Tabellenrang. Am 14. August 2008 sorgte Pittnauer vor rund 650 Zuschauern im heimischen Stadion für Aufsehen, nachdem er im Cupspiel der ersten Runde gegen den gerade erst aus der Bundesliga abgestiegenen FC Wacker Innsbruck in der 119. Spielminute den 1:0-Siegestreffer erzielte und so der Mannschaft das Weiterkommen im Bewerb sicherte. Erst 14 Minuten zuvor war er für Olumuyiwa Aganun eingewechselt worden. Bereits in der zweiten Runde des Bewerbs gelang der Mannschaft samt Pittnauer eine ähnliche Sensation, nachdem man nach einem 1:1-Unentschieden nach 120 Minuten Spielzeit im Elfmeterschießen dem späteren Meister der Ersten Liga, dem SC Magna Wiener Neustadt, nur knapp mit 4:5 unterlag.
In der Saison 2009/10 kam Pittnauer in 25 Meisterschaftspartien zum Einsatz und erzielte dabei neun Tore. Zu seinem ersten Hattrick für den Parndorfer Verein kam er dabei am 7. August 2009 beim 5:1-Heimsieg über das FAC Team für Wien. Neben Pittnauers Treffern erzielte sein Sturmpartner Jailson die beiden anderen Treffer. Auch beim ÖFB-Cup 2009/10 zeigte Pittnauer mit seinen Teamkameraden gute Leistungen. In der ersten Runde holte man gegen den Bundesligisten Rapid Wien einen 0:2-Rückstand nahezu problemlos innerhalb weniger Minuten auf. Am Ende des Spiels musste sich die Mannschaft durch einen Treffer von Christopher Drazan in der 120. Spielminute mit 2:3 geschlagen geben. Die Saison 2010/11 verlief für den Angreifer sehr erfolgreich. Bei 22 absolvierten Ligaspielen kam er auf insgesamt 15 Treffer. Am 3. Juli 2011 unterschrieb Pittnauer beim Ligakonkurrenten SV Horn.

### International
Pittnauer sammelte unter anderem schon Bekanntschaft mit dem U-20-Nationalteam seines Heimatlandes. Im Oktober 2008 wurde er vom U-20-Teamchef Andreas Heraf auf Abruf für das Vier-Nationen-Turnier im selben Jahr nominiert. Beim dortigen 2:1-Sieg über das U-20-Nationalteam aus Deutschland kam er ab der 82. Minute für Jakob Jantscher zum Einsatz.